# Promno (osada)
Promno – osada w Polsce, położona w województwie wielkopolskim, w powiecie poznańskim, w gminie Pobiedziska.